# Mike Doyle (labdarúgó)
Michael "Mike" Doyle (Ashton-under-Lyne, 1946. november 25. – Ashton-under-Lyne, 2011. június 27.) angol labdarúgó, pályafutását az angol Manchester City ificsapatában kezdte, majd a nagy csapatban 13 év alatt több mint 550 tétmérkőzésen (ebből 448 bajnoki) lépett pályára. 1978-ban igazolt a Stoke Cityhez, majd 1981-ben a Bolton Wanderershez. 1983-ban a Rochdale játékosa lett, egy évvel később onnan is vonult vissza.

## Sikerei, díjai
Manchester City
- Angol másodosztály bajnoka: 1965–1966
- Angol bajnok: 1967–1968
- Angol kupagyőztes: 1969
- KEK-győztes: 1970
- Angol ligakupa-győztes: 1969–1970, 1975–1976
- Angol szuperkupa-győztes: 1968, 1972
- Az év játékosa: 1971, 1974

Stoke City
- Az év játékosa: 1979